# Hofanlage Huntorf 3
Die Hofanlage Huntorf 3 in Elsfleth-Huntorf (Bauernschaft Moorriem) stammt aus dem 18. und 19. Jahrhundert.

Aktuell (2023) wird sie als Wohnhaus und gewerblich genutzt.
Die Gebäude stehen unter Denkmalschutz (siehe auch Liste der Baudenkmale in Elsfleth).

## Geschichte
Butteldorf und Huntorf im südlichen Drittel der sich über etwa 16 Kilometer erstreckenden Marschhufensiedlung Moorriem wurde nach 1062 gegründet und erhielt im 14. Jahrhundert die heutige langgestreckte Parzellenstruktur, wie die von Butteldorf 31 und 33 sowie Huntorf 1, 3, 7, 11 und 13. Lange Zufahrten führen auf die großen Dielentore der östlichen Wirtschaftsgiebel der sieben Hallenhäuser.
Die Hofanlage auf einer Wurt besteht aus
- dem eingeschossigen giebelständigen Wohn- und Wirtschaftsgebäude vom Ende des 18. Jahrhunderts (Wirtschaftsgiebel aus der ersten Hälfte des 19. Jahrhunderts) als Zweiständer-Hallenhaus in Fachwerk mit Steinausfachungen, mit reetgedecktem Krüppelwalmdach, beim Wohngiebel auf profilierten Knaggen vorkragend, mit Niedersachsengiebeln sowie Grooter Door mit Korbbogen,[2]
- der eingeschossigen giebelständigen Scheune aus der ersten Hälfte des 19. Jahrhunderts in Fachwerk und Ankerbalkenkonstruktion, teils mit Steinausfachungen, teils verbohlt, mit Walmdach und Querdurchfahrt[3]
- sowie weiteren nicht denkmalgeschützten Nebenanlagen.

Das Landesdenkmalamt befand: „… geschichtliche und städtebauliche Bedeutung … zeigen beispielhaft die Siedlungsstruktur und -geschichte von Moorriem … .“
Der Hof gehört zum Ensemble der Hofanlagen Huntorf 1, 3, 7, 11, 13 und 25.